# Canoinhas
Canoinhas es un municipio brasileño del estado de Santa Catarina. Tiene una población estimada al 2022 de 55 016 habitantes. Ubicado en la frontera con el Estado de Paraná, pertenece a la Región metropolitana del Norte-Nordeste Catarinense.

## Toponimia
El nombre viene por el río Canoinhas donde está ubicado en municipio.

## Historia
La localidad fue fundada en 1888 como Santa Cruz de Canoinhas. Fue elevada a distrito el 6 de diciembre de 1902 subordinada a Curitibanos, y se emancipó el 12 de septiembre de 1911. Fue escenario de la Guerra del Contestado entre 1912 y 1916.
Sus habitantes son descendientes de colonos alemanes, polacos, italianos y ucranianos.